# Єршов Петро Євгенович
Петро Євгенович Єршов (* 1894 — † 1965) — Історик літератури, письменник, літературознавець.

## Життєпис та науковий доробок
Скінчив восьмикласну гімназію. До 1917 співпрацював у журналах як рецензент, давав приватні уроки. Протягом 6 років викладав історію літературу у середній школі.
У 1920 скінчив історико-філологічний факультет НУ, залишений для підготовки професорського звання на кафедрі історії західноєвропейської літератури. Учень професора Володимира Лазурського.
У 1920-х викладав в ОІНО (історію західноєвропейської літератури), у трудшколах Одеси, продовжував працювати над дисертацією під керівництвом В. Лазурського. У зв'язку з усуненням В. Лазурського від викладання у вищій школі завершення роботи над дисертацією уповільнилося. Наприкінці 1930-х П. Єршов знову повернувся в аспірантуру до В. Лазурського.
Влітку 1940 захистив в ОДУ дисертацію кандидата філологічних наук (опоненти — Р. Волков, Б. Варнеке). 1942–1944 — доцент кафедри західноєвропейської літератури Одеського румунського королівського університету, Румунського народного університету, співробітник Антикомуністичного інституту. Читав публічні лекції «Програма фашистської партії в Італії», «Мольєр та його значення в світовій літературі», публікувався у місцевій пресі. Після повернення радянської влади в Одесу емігрував у Румунію, з 1952 — у Нью-Йорку, викладав у Колумбійському університеті, співробітничав з «Новым журналом», «Новім русским словом», «Русской мыслью». Більшість робіт написано на перетині історії літератури та літературознавства. Опрацював спадщину та біографії Бомарше, Мольєра, Лафонтена. Проводив порівняльний аналіз розвитку російської та західноєвропейської літератури, намагаючись виявити взаємовпливи.

### Наукові публікації
- Басни Лафонтена и русская басня XVIII века. — Диссертация на соискание ученой степени кандидата филологических наук. — Одесса, 1940. (рос.)